# Galleta digestiva

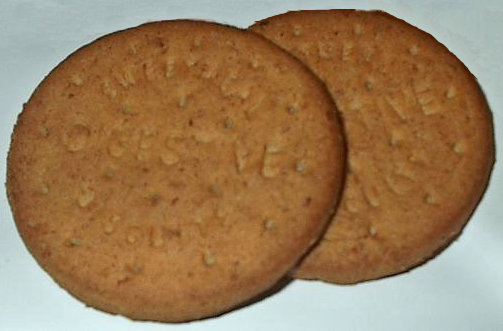
Galletas digestivas.

Una galleta digestiva es una galleta semidulce, cuyo nombre procede de la creencia de que tenía propiedades antiácidas debido al uso de bicarbonato sódico en las recetas originales.

## Historia
Las galletas digestivas se conocen al menos desde 1876, cuando aparecieron en anuncios publicitarios de Huntley & Palmers, apareciendo una receta en el New Universal Cookery Book de Cassell (1894).

## Ingredientes
La típica galleta digestiva contiene harina integral gruesa de trigo (lo que le da su característica textura y sabor), azúcar, aceite vegetal, gasificantes (normalmente bicarbonato sódico, ácido tartárico y ácido málico) y sal. También pueden añadirse en algunas variedades suero de leche seco, harina de avena, leche desnatada y emulsificantes como el E472e. Las galletas digestivas pueden no ser adecuadas para los alérgicos a los frutos secos o la soja debido a sus peculiares métodos de producción.
Debido a que se elaboran con harina de trigo contienen gluten, por lo cual están contraindicadas para los celíacos y alérgicos al mismo. 
En Estados Unidos incluyen, como otros muchos alimentos, jarabe de maíz rico en fructosa. No sucede así en otros países, donde se emplea más azúcar natural, como es el caso de Nueva Zelanda o el Reino Unido.
Una galleta tiene de media 70 kcal, aunque esto varía según la forma concreta de producción.

## Consumo
Las galletas digestivas suelen tomarse con té, café, leche o cacao. A veces se mojan y se comen rápido por su tendencia a desintegrarse cuando se empapan.
Solo en el Reino Unido las ventas de galletas digestivas de chocolate ascienden a unos 35 millones de libras anuales, unos 71 millones de paquetes, consumiéndose 52 galletas por segundo. Son también populares en repostería, para elaborar las bases de las tartas de queso y otros postres parecidos.

## Variedades

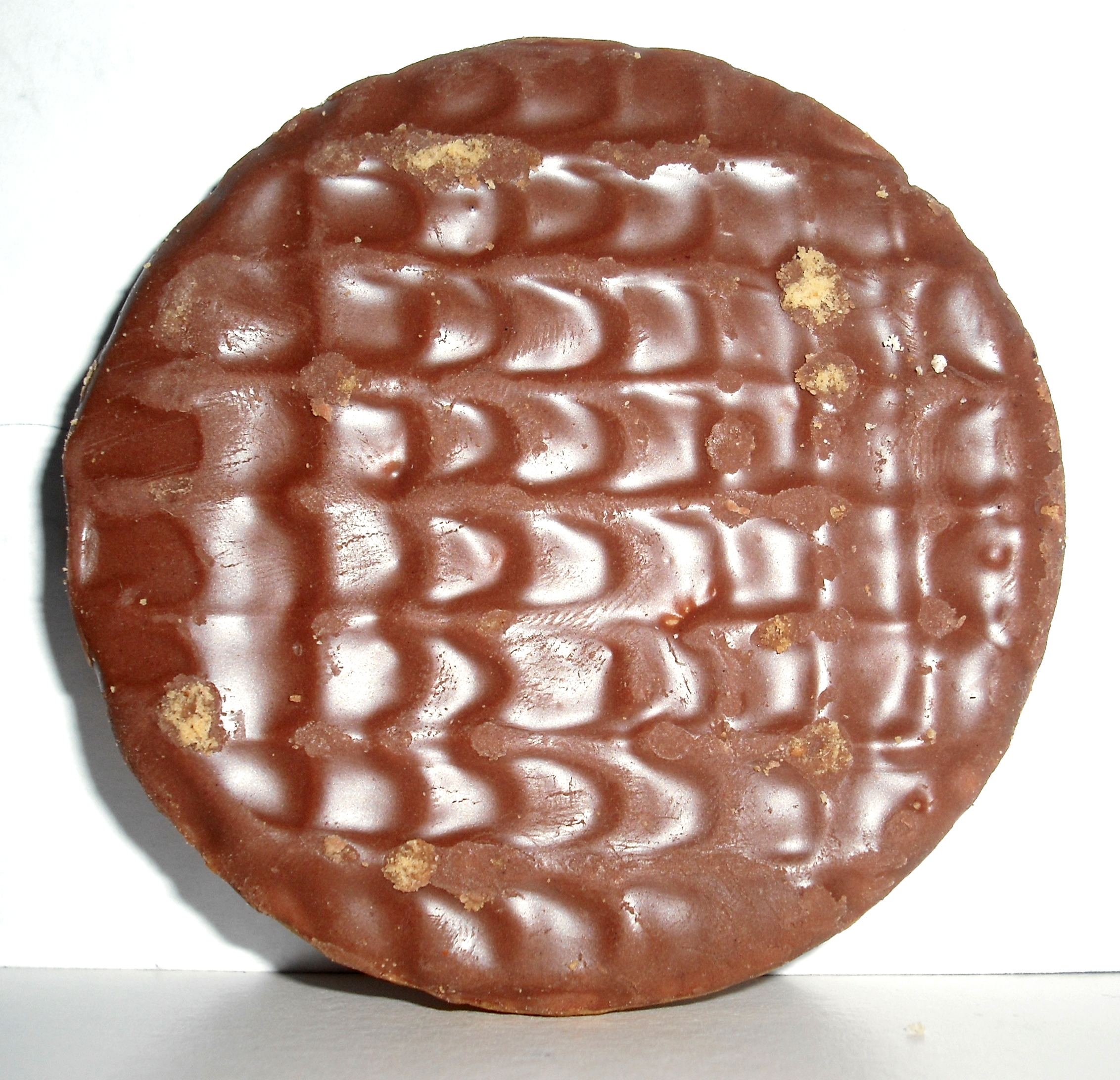
El lado de chocolate de una galleta digestiva con chocolate con leche.

También se comercializan galletas digestivas de chocolate, con la base cubierta de chocolate con leche, negro o blanco. Producidas originalmente por McVitie's en 1925 bajo la marca Chocolate Homewheat Digestive, otras variedades recientes incluyen la galleta básica con chocolate rallado dentro (en la masa), o una capa de caramelo, chocolate con menta o chocolate con naranja. El escritor de libros de viaje estadounidense Bill Bryson describió la galleta digestiva de chocolate como una «obra maestra británica».